# Иракски биологични оръжия
Ирак официално обявява че започва разработването на биологични оръжия през 1974 година. Работата по проекта започва през 1975 година в град Ал-Салман, където се намира институтът „Ал-Хасан ибн Ал-Хайтам“. Този обект обаче е закрит само няколко месеца по-късно поради липса на апаратура и професионалисти. Заради този провал програмата за биологични оръжия е временно замразена и усилията се насочват към производството на отровни бойни химикали. По-късно обаче, в средата на 80-те, иракските учени получават щамове с бактерии, внесени от неизвестна западна страна. За две години е постигнат впечатляващ напредък от иракчаните в тази област. Научните институти из цялата страна вече са способни да произвеждат широка гама от вируси и бактерии, сред които антракс, микотоксини, афлатоксини, ботулизъм, ротавируси, дребна и едра шарка.
В края на 1986 година вече е съществувала лаборатория за биологични разработки в Ал-Мутана с персонал от 10 души. Оборудването ѝ е включвало 150-литров ферментатор. През 1987 обаче лабораторията е преместена в Ал-Салман, първоначалното местоположение на биологичните разработки. Научният екип нараства до 20 души, като вече се провеждат опити с щамове на антракс и ботулизъм. Заработват и още няколко ферментатора (един 14-литров и един 450-литров; през 1988 е имало неуспешен опит за закупуването на 5000-литров ферментатор). През март 1989 забочва производството на вируси за военни цели в нова инсталация в Ал-Хакам, която използва техниката от другите институти. Предполага се, че до 1990 там са произведени около 6000 литра ботулинов токсин и 8425 литра антракс.
През март 1988 са направени успешни опити с ботулинови токсини и други бактерии, поставени в авиационни бомби.
В края на 1990 са произведени 100 авиационни бомби с антракс, 50 с ботулизъм и 16 с афлатоксин. Освен това са създадени и 25 бойни глави за ракетата Ал-Хюсеин (13 с ботулизъм, 10 с антракс и 2 с афлатоксин). Ирак е произвел 29700 литра от трите биологични агента, от които 18100 са били поставени в бомби или ракетни бойни глави. Всички оръжия са унищожени след Войната в Залива.